# 1885年9月8日日食
1885年9月8日日食为一次在协调世界时1885年9月8日出現的日全食。該次日食食分為1.0332，食甚維持2分31秒。

## 概述
這次日食的食分是1.0332，全食維持2分31秒。

## 基本參數
- 類型：日全食
- 食甚資料：
  - 日期：1885年9月8日
  - 時間：20時51分52秒
  - 地點：50S 157W
  - 食分：1.0332
  - 日全食持續時間：2分31秒

## 外部連結
- NASA日食專頁（页面存档备份，存于）（英文）